# Antígeno Duffy
El antígeno Duffy, también conocido como glicoproteína Fy (abreviado FY) o CD234 (por sus siglas Cluster de diferenciación 234), es una proteína que en humanos está codificada por el gen ACKR1.
El antígeno Duffy se encuentra ubicado en la superficie de los glóbulos rojos y recibe el nombre del paciente en quien la proteína fue descubierta. La proteína es codificada por el gen ACKR1 y produce una proteína de membrana glicosilada y un receptor celular no específico para varios tipos de ligandos tipo quimiocina. La proteína también funciona como receptor de los parásitos humanos de la malaria Plasmodium vivax, Plasmodium knowlesi y el parásito palúdico de los simios Plasmodium cynomolgi. Los polimorfismos en este gen son la base del sistema de grupos sanguíneos de Duffy.

## Descubrimiento
En los años 1920 se observó en estudios científicos que los personas de raza negra africanas tenían cierta resistencia natural e intrínseca a la malaria. El gen del antígeno Duffy fue el cuarto gen asociado con este tipo de resistencia habiéndose previamente comprobado los genes responsables de la anemia de células falciformes, la talasemia y la glucosa-6-fosfato deshidrogenasa. [cita requerida]
En 1950 se descubrió el antígeno Duffy en un individuo hemofílico transfundido en múltiples ocasiones, cuyo suero sanguíneo contenía el primer ejemplar aislado del anticuerpo anti-Fya. En 1951, se descubrió en suero sanguíneo el anticuerpo contra un segundo antígeno, Fyb. Utilizando estos dos anticuerpos, se definieron tres fenotipos comunes: Fy(a+b+), Fy(a+b-) y Fy(a-b+).[cita requerida]
Posteriormente se descubrieron otros tipos de antígenos Fy, lo que ha elevado el total actual a seis: Fya, Fyb, Fy3, Fy4, Fy5 y Fy6. Sólo Fya, Fyb y Fy3 se consideran de importancia clínica. Rara vez se han informado reacciones por causa del Fy5. El antígeno Fy4, descrito originalmente en los glóbulos rojos Fy (a–b–), ahora se cree que es un antígeno distinto, no relacionado y ya no está incluido en el sistema FY.[cita requerida]

## Genética y genómica
El gen del receptor del antígeno Duffy produce un tipo de quimiocina (gp-Fy y reescrito como AKCR1; CD234). El gen está ubicado en el brazo largo del Cromosoma 1 (humano) (1.q22-1.q23) y fue clonado por primera vez en 1993. El gen se ubicó por primera vez en el cromosoma 1 en 1968 siendo el primer antígeno del sistema sanguíneo en localizarse en un cromosoma específico. Es un gen de una sola copia que abarca más de 1500 bases nitrogenadas y se encuentra incrustado entre dos exones. El gen codifica un tipo de glicoproteína ácida de 336 aminoácidos. Este gen lleva todos los determinantes antigénicos del sistema de grupos sanguíneos de Duffy, y consta de cuatro alelos codominantes, FY*A y FY*B que codifican los antígenos Fy-a y Fy-b respectivamente, FY*X y FY*Fy, cinco fenotipos (Fy-a, Fy-b, Fy-o, Fy-x y Fy-y) y cinco antígenos. Se ha comporobado que Fy-x es una forma de Fy-b en la que el gen Fy-b se expresa de forma deficiente. Fy-x también recibe la nomenclatura Fy-b débil o Fy-b Wk por sus siglas en inglés.
Los antígenos Fy-a y Fy-b difieren en un único aminoácido en la posición 42: la glicina en Fy-a y el ácido aspártico en Fy-b (por la presencia de guanina en Fy-a y de adenosina en Fy-b en la posición 125). Se ha demostrado una segunda mutación que causa un fenotipo Duffy negativo: la mutación responsable es G en sustitución de A en la posición 298 del gen. La base genética para el fenotipo Fy(ab-) es una mutación puntual en el promotor específico de eritroides (una mutación formada por sustitución T -> C en la posición -33 el cual se encuentra en el cuadro GATA). Esta mutación ocurre en el alelo Fy-b y se ha denominado Fy-b Es (por sus siglas: eritroide silencioso). Posteriormente se lograron identificar dos isotipos. El alelo Fy-x se caracteriza por tener una débil reacción por anticuerpo anti-Fy-b y parece ser el resultado de dos transiciones separadas: citosina 265 treonina (arginina 89 cisteína) y guanina 298 adenosina (alanina 100 treonina). También se ha descrito en estudios una tercera mutación (una transversión) en este gen G145T ( alanina 49 serina ), el cual se ha asociado con el fenotipo Fy-x.
La mayoría de individuos negroidess con expresión Duffy negativos portan un alelo silencioso Fy-b con una única sustitución de T por C en el nucleótido -33. Esto produce una proteína que afecta la actividad del promotor en las células eritroides al interrumpir un sitio de unión para su ligando que es el factor de transcripción eritroide GATA1. El gen todavía se transcribe en células no eritroides en presencia de esta mutación. .
El fenotipo Duffy negativo ocurre con poca frecuencia entre individuos de raza blanca (~3,5 % de la población) y se debe a una mutación que da como resultado una proteína inestable (Arg89Cys: citosina -> timidina en la posición 265).
El alelo silencioso ha evolucionado al menos dos veces en la población negroide de África y se ha encontrado evidencia de selección para este alelo entre la población. La presión de selección involucrada en estos casos parece ser más compleja de lo que podrían sugerir estudios del pasado en situaciones similares. También se ha documentado una evolución independiente de la sucedida en África, de este fenotipo en Papúa Nueva Guinea .
Un estudio científico tipo comparativo relacionado con este gen en siete especies de mamíferos reveló diferencias significativas entre ellas. Las especies examinadas incluyeron chimpancés, monos Rhesus, organutanes, ratas pardas, ratones comúnes, colicortos grises, vacas y perros.
Tres exones están presentes en el gen del antígeno Duffy en humanos y chimpancés, mientras que sólo dos exones ocurren en otras especies. Este exón adicional está ubicado en el extremo 5' y no codifica ninguna proteína en absoluto. Tanto el tamaño del intrón como el del exón varían considerablemente entre las especies examinadas. Entre el chimpancé y el humano se observaron 24 diferencias en la secuencia de nucleótidos. De estos, 18 fueron observadas en regiones no codificantes. De los 6 restantes, 3 eran mutaciones sinónimas y 3 mutaciones no sinónimas. No se conoce el significado de estas mutaciones o sus consecuencias para ninguna de las especies.
El ortólogo de ratón ha sido clonado y presenta una homología del 63% con el gen humano a nivel de aminoácidos del grupo Duffy. El gen del ratón también se encuentra en el cromosoma 1 entre los marcadores genéticos Xmv41 y D1Mit166. El gen del ratón tiene dos exones (de 100 y 1064 nucleótidos de longitud respectivamente), separados por un intrón de 461 pares de bases. En el ratón, el antígeno Duffy se expresa durante el desarrollo embrionario entre los días 9,5 y 12.[cita requerida]
En los babuinos amarillos (Papio cynocephalus), las mutaciones en este gen se han asociado a la protección contra la infección por especies del género Hepatocystis .
La forma ancestral de los alelos DARC existentes en humanos parece ser el alelo FY*B.
El gen parece estar bajo una fuerte selección purificadora. La causa de esta presión selectiva aún no ha sido identificada.

## Biología Molecular
El análisis bioquímico del antígeno Duffy ha demostrado que tiene un alto contenido de estructura secundaria α-helicoidal, típica de los receptores de quimiocinas. Sus N-glucanos son en su mayoría del tipo de complejo triantenario terminado con residuos de ácido siálico enlazados en α2-3 y α2-6 con GlcNAc bisectriz y fucosa enlazada en α1-6 en el núcleo.
El antígeno Duffy se expresa en mayor cantidad en los reticulocitos que en los eritrocitos maduros. Si bien el antígeno de Duffy se expresa en los eritroblastos de la médula ósea y los eritrocitos circulantes, también se encuentra en las células de Purkinje del cerebelo, las células endoteliales de los capilares tiroideos, las vénulas poscapilares de algunos órganos, incluidos el bazo, el hígado y los riñones y las grandes vénulas pulmonares. El antígeno Duffy tiene entonces un perfil de expresión celular único en neuronas cerebelosas, células endoteliales venulares y células eritroides. En algunas personas que carecen del antígeno Duffy en sus eritrocitos, todavía se expresa en los otros tipos de células.
El antígeno tiene dos sitios potenciales de glicosilación ligados a N en la asparagina (Asn) 16 y Asn27.
Se ha descubierto que el antígeno Duffy actúa como un receptor multiespecífico para las quimiocinas de las familias CC y CXC, que incluyen:
- proteína quimiotáctica de monocitos-1 (MCP-1) - CCL2[22]
- regulado tras la activación normal T expresada y secretada (RANTES) - CCL5[23]
- actividad estimulante del crecimiento del melanoma (MSGA-α), KC, proteína activadora de neutrófilos 3 (NAP-3) - CXCL1 / CXCL2[24]

Es también receptor para las quimiocinas angiogénicas CXC:
- Gen relacionado con el crecimiento alfa (GRO-α) - CXCL1
- Factor plaquetario 4 - CXCL4[25]
- ENA-78 - CXCL5
- Péptido activador de neutrófilos-2 (NAP-2) - CXCL7
- Interleucina-8 (IL-8) - CXCL8

En consecuencia, la proteína Fy también se conoce como DARC (Duffy Antigen Receptor for Chemokines). El sitio de unión de la quimiocina en el receptor parece estar localizado en el extremo amino. Se prevé que el antígeno tenga 7 dominios transmembrana, un dominio N-terminal exocelular y un dominio C-terminal endocelular. La alineación con otros siete receptores acoplados a proteína G transmembrana muestra que DARC carece del motivo DRY altamente conservado en el segundo bucle intracelular de la proteína que se sabe que está asociado con la señalización de proteína G. De acuerdo con este hallazgo, la unión del ligando por DARC no induce la transducción de señales acopladas a proteína G ni un flujo de Ca2+ a diferencia de otros receptores de quimiocinas. Según estas alineaciones, se considera que el antígeno Duffy es el más similar a los receptores de la interleucina-8B .
El análisis de Scatchard de los estudios de unión competitiva ha demostrado una unión de alta afinidad al antígeno Duffy con valores de unión de constantes de disociación (KD) de 24 ± 4,9, 20 ± 4,7, 41,9 ± 12,8 y 33,9 ± 7 nanomoles para MGSA, interleucina-8, RANTES y péptido-1 quimiotáctico de monocitos respectivamente.
En las células transfectadas con DARC, el DARC se internaliza después de la unión del ligando y esto condujo a la hipótesis de que la expresión de DARC en la superficie de los eritrocitos, las células endoteliales, neuronales y las células epiteliales puede actuar como una esponja y proporcionar un mecanismo por el cual las quimiocinas inflamatorias pueden ser liberadas. eliminados de la circulación, así como su concentración modificada en el medio ambiente local. Esta hipótesis también ha sido cuestionada después de que se crearan ratones knock-out . Estos animales parecían sanos y tenían respuestas normales a la infección. Si bien la función del antígeno Duffy permanece actualmente (2006) desconocida, se está acumulando evidencia que sugiere un papel en la migración de neutrófilos de la sangre a los tejidos y en la modulación de la respuesta inflamatoria.
También se sabe que el antígeno interactúa con la proteína KAI1 (CD82), una glicoproteína de superficie de los leucocitos, y puede tener un papel en el control del cáncer.
Se ha demostrado que el antígeno Duffy existe como un homo-oligómero constitutivo y que se hetero-oligomeriza con el receptor de quimioquinas CC CCR5 (CD195). La formación de este heterodímero altera la quimiotaxis y el flujo de calcio a través de CCR5, mientras que la internalización de CCR5 en respuesta a la unión del ligando permanece sin cambios.
Se ha demostrado que el antígeno Duffy internaliza las quimiocinas pero no las elimina. Interviene en la transcitosis de quimiocinas, lo que conduce a la retención apical de quimiocinas intactas y a una mayor migración de leucocitos.
La actividad estimulante del crecimiento del melanoma de unión inhibe la unión de P. knowlesi al antígeno Duffy.

## Genética poblacional
Las diferencias en la distribución racial de los antígenos de Duffy se descubrieron en 1954, cuando se comprobó que la gran mayoría de las personas de ascendencia africana tenían el fenotipo eritrocitario Fy(ab-): 68% en afroamericanos y 88-100 % en africanos (incluido más del 90% de los habitantes de África Occidental). Este fenotipo es extremadamente inusual en individuos caucasoide. Debido a que el antígeno Duffy es poco común en los descendientes de africanos negroides, la presencia de este antígeno se ha utilizado para detectar una mezcla genética. En una muestra de afroamericanos (n = 235), afrocaribeños (n = 90) y colombianos (n = 93) no emparentados, la frecuencia del alelo -46T (Duffy positivo) fue del 21,7 %, 12,2 % y 74,7 % respectivamente.
En general, las frecuencias de los antígenos Fya y Fyb en los de raza blanca son del 66% y el 83% respectivamente, en los asiáticos del 99% y el 18,5% respectivamente y en los negros del 10% y el 23 % respectivamente. La frecuencia de Fy3 es 100% blancos, 99,9% asiáticos y 32% negros. Las frecuencias fenotípicas son:
- Fy(a+b+): 49% blancos, 1% negros, 9% chinos
- Fy(a-b+): 34 % blancos, 22 % negros, < 1% chinos
- Fy(a+b-): 17% blancos, 9% negros, 91% chinos

Si bien anteriormente se había sugerido un posible rol en la protección de los humanos contra la malaria, esto solo pudo ser comprobado clínicamente en 1976. Desde entonces, se han llevado a cabo muchas encuestas para dilucidar la prevalencia de los alelos del antígeno Duffy en diferentes poblaciones, entre ellas:
- Se pensaba que la mutación Ala100Thr (G -> A en la posición del primer codón, número de base 298) dentro del alelo FY*B era un genotipo puramente blanco, pero desde entonces se ha descrito en brasileños. Sin embargo, los autores del estudio señalan que la población brasileña en su mayoría surgió de matrimonios entre portugueses, negros africanos e indios, lo que explica la presencia de esta mutación en algunos miembros de los grupos no blancos de ese país. Dos de los tres sujetos de prueba afrobrasileños que tenían la mutación (de un total de 25 afrobrasileños testeados) también estaban relacionados entre sí, ya que dos eran madre e hija.[45]
- Este antígeno, junto con otros provenientes de grupos sanguíneos, se utilizaron para identificar al pueblo vasco como un grupo genéticamente separado.[46] Su uso en ciencia forense está bajo consideración.[47]
- Las islas Andaman y las Nicobar, que son parte de la India, fueron originalmente habitadas por 14 tribus aborígenes. Varios de estas se han extinguido. Una de las sobrevivientes, los jarawas, vives en tres áreas selváticas del sur de Andamán y una área selvática en el centro de Andamán. El área es endémica para la malaria. La especie causal es Plasmodium falciparum: no hay evidencia de la presencia de Plasmodium vivax. El grupo sanguíneo reveló la ausencia de los antígenos Fy(a) y Fy(b) en dos áreas, y una baja prevalencia en otras dos.[48]
- Entre los judíos yemenitas la frecuencia del alelo Fy es de 0,5879[49] La frecuencia de este alelo varía de 0,1083 a 0,2191 entre los judíos de Oriente Medio, el norte de África y el sur de Europa. La incidencia de Fya entre los judíos asquenazíes es de 0,44 y entre los judíos no asquenazíes es de 0,33. La incidencia de Fyb es mayor en ambos grupos con frecuencias de 0,53 y 0,64 respectivamente.[50]
- En las poblaciones étnicamente chinas, las personas de etnia Han y etnia She, las frecuencias de los alelos Fya y Fyb fueron de 0,94 y 0,06; y 0,98 y 0,02 respectivamente.[51]
- La frecuencia del alelo Fya en la mayoría de las poblaciones asiáticas es ~95%.
- En la isla de Gran Comora (también conocida como Ngazidja), la frecuencia del fenotipo Fy(a- b-) es de 0,86.[52]
- La incidencia de Fy(a+b-) en el norte de la India entre los donantes de sangre es del 43,85%.[53]
- En el Magreb, el Cuerno de África y el valle del Nilo, las poblaciones de habla afroasiática (camítico-semita) son en gran parte Duffy-positivas.[54] Se encontró que entre el 70% y el 98% de los grupos hamito-semíticos en Etiopía eran Duffy-positivos.[55] El análisis serológico basado en el ADN de 115 tunecinos no emparentados también encontró una frecuencia FY*X de 0,0174; FY*1 = 0,291 (expresado 0,260 y silencioso 0,031); FY*2 = 0,709 (expresado 0,427 y silencioso 0,282). Dado que el FY*2 silencioso es el alelo más común en África Occidental, su presencia menor en la muestra, probablemente representa una difusión reciente desde esta última región.[56]
- En la ciudad de Nuakchot, Mauritania, en general, el 27% de la población es Duffy positiva. El 54% de los moros son positivos para el antígeno Duffy, mientras que sólo el 2% de los grupos étnicos negros (principalmente Poular, Soninke y Wolof) son Duffy positivos.[57]
- En 2011 se ha elaborado un mapa de la distribución del antígeno Duffy.[58] El alelo más prevalente a nivel mundial es FY*A. En el África subsahariana, el alelo predominante es la variante silenciosa FY*B ES .
- En Irán, el fenotipo Fy (ab-) se encontró en el 3,4%.[59]

Los estudios parecen indicar que hubo un barrido selectivo en África y que esto redujo allí la incidencia de este antígeno. Este barrido parece haber ocurrido entre 6.500 y 97.200 años atrás (con un intervalo de confianza del 95%)

## Importancia clínica
Históricamente, no se ha apreciado el papel de este antígeno, aparte de su importancia como receptor de protozoos Plasmodium . Trabajos recientes han identificado una serie de funciones adicionales para esta proteína.

### Malaria
En los eritrocitos, el antígeno Duffy actúa como un receptor para la invasión de los parásitos palúdicos humanos P. vivax y Plasmodium knowlesi. Esta relación fue deomstrada por primera vez en 1980. Se cree que los individuos Duffy negativos cuyos eritrocitos no expresan el receptor son resistentes a la invasión de merozoítos aunque se ha informado infección por P. vivax en niños Duffy negativos en Kenia, lo que sugiere un papel en la resistencia a la enfermedad, no en la infección. Este antígeno también puede desempeñar un papel en la invasión de eritrocitos en el parásito de la malaria de roedores P. yoelii. El epítopo Fy6 es necesario para la invasión de P. vivax .
La protección contra el paludismo por P. vivax conferida por la ausencia del antígeno Duffy parece ser, en el mejor de los casos, muy limitada en Madagascar. Aunque el 72% de la población es negativa para el antígeno Duffy, el 8,8% de los individuos negativos para el antígeno Duffy eran portadores asintomáticos de P. vivax . También se ha encontrado malaria en Angola y Guinea Ecuatorial en individuos Duffy negativos. También se ha notificado paludismo por P. vivax en un individuo con antígeno Duffy negativo en Mauritania . Se han informado infecciones similares en Brasil y Kenia . Se han informado casos adicionales de infección en individuos con antígeno Duffy negativo en el Congo y Uganda. Un estudio en Brasil sobre la protección contra P. vivax que ofrece la falta del antígeno Duffy no encontró resistencia diferencial a la malaria vivax entre individuos positivos y negativos para el antígeno Duffy.
El mono nocturno de Nancy Ma ( Aotus nancymaae ) se ha usado como modelo animal de la infección por P. vivax. Los eritrocitos de esta especie poseen el antígeno Duffy y este antígeno se utiliza como receptor de P. vivax en los eritrocitos de esta especie.
El examen de este gen en 497 pacientes en el Estado de Amazonas, Brasil, realizado por el médico Sérgio Albuquerque, sugiere que los genotipos FY*A/FY*B-33 y FY*B/FY*B-33 (donde -33 se refiere a la mutación nula en la posición -33 en el cuadro GATA) puede tener una ventaja sobre los genotipos FY*A/FY*B y FY*A/FY*A, FY*A/FY*B, FY*A/FY*X y AF*B/AF*X. Los genotipos FY*A/FY*B y FY*A/FY*A demostraron estar asociados con mayores tasas de infección por P. vivax y se demostró que FY*B/FY*X y FY*A/FY*X asociarse con los bajos niveles de parasitismo.
Se ha informado una diferencia entre la susceptibilidad a la malaria por Plasmodium vivax. Los eritrocitos que expresaban Fya tenían un 41-50% menos de unión a P. vivax en comparación con las células Fyb. Las personas con el fenotipo Fy(a+b-) tienen un 30-80% menos de riesgo de paludismo clínico por P. vivax pero no por paludismo por P. falciparum.
La unión del factor plaquetario 4 (CXCL4) parece ser crítica para la destrucción de Plasmodium falciparum inducida por las plaquetas.
La proteína de unión al antígeno Duffy en P. vivax se compone de tres subdominios y se cree que funcionan tipo dímero. Los residuos críticos de unión al antígeno Duffy se concentran en la interfaz del dímero y a lo largo de una superficie relativamente plana que abarca porciones de dos subdominios.
Un estudio realizado en Brasil confirmó el efecto protector de FY*A/FY*O contra la malaria. En cambio el genotipo FY*B/FY*O se asoció a un mayor riesgo.

### Asma
El asma es más común y tiende a ser más grave en personas de ascendencia africana. Parece haber una correlación con los niveles de IgE total y el asma y las mutaciones en el antígeno Duffy.

### Hematopoyesis
El antígeno Duffy juega un papel fundamental en la hematopoyesis . De hecho, los glóbulos rojos nucleados presentes en la médula ósea tienen una alta expresión de DARC, lo que facilita su contacto directo con las células madre hematopoyéticas. La ausencia de DARC eritroide altera la hematopoyesis, incluidas las células madre y progenitoras, lo que finalmente da lugar a neutrófilos fenotípicamente distintos. Como resultado, los neutrófilos maduros de los individuos Duffy-negativos llevan más "armas" moleculares contra los patógenos infecciosos. Por lo tanto, patrones fisiológicos alternativos de hematopoyesis y producción de células de la médula ósea dependen de la expresión de DARC en el linaje eritroide.
Se sabe que una proporción significativa (25-50%) de afroamericanos por lo demás sanos tienen un recuento de glóbulos blancos persistentemente más bajo que el rango normal definido para personas de ascendencia europea, una condición conocida como neutropenia étnica benigna. Esta condición también se encuentra en los árabes jordanos, los beduinos negros, los beta israelíes, los judíos yemenitas y los antillanos. Esta condición se asocia con una capacidad reducida para movilizar las reservas de neutrófilos de la médula ósea en respuesta a los corticosteroides, a pesar de la celularidad normal y la maduración de todas las líneas celulares en los aspirados de médula ósea. Se ha encontrado evidencia fuertemente sugestiva que relaciona la condición con una mutación en el gen Duffy. Los neutrófilos distintivos que se forman en ausencia de DARC en el linaje eritroide (ver arriba - papel de DARC en la hematopoyesis) abandonan fácilmente el torrente sanguíneo, lo que explica la aparente menor cantidad de neutrófilos en la sangre de individuos Duffy-negativos.

### Cáncer
Las interacciones entre el supresor de metástasis KAI1 en las células tumorales y el receptor de citoquinas DARC en las células vasculares adyacentes suprime la metástasis tumoral. En muestras de cáncer de mama humano, la baja expresión de la proteína DARC se asocia significativamente con el estado del receptor de estrógeno, tanto en los ganglios linfáticos como en la metástasis a distancia y con una supervivencia deficiente.

### Infección por VIH
Se ha encontrado una conexión entre la susceptibilidad al VIH y la expresión del antígeno Duffy. La ausencia del receptor DARC parece aumentar la susceptibilidad a la infección por VIH. Sin embargo, una vez establecida, la ausencia del receptor DARC parece ralentizar la progresión de la enfermedad.
El VIH-1 parece poder unirse a los eritrocitos a través del antígeno Duffy.
La asociación entre el antígeno Duffy y la infección por VIH parece ser compleja. La leucopenia (un recuento bajo total de glóbulos blancos) se asocia con una supervivencia relativamente baja en la infección por VIH y esta asociación es más marcada en los blancos que en las personas de ascendencia africana negra, a pesar de los recuentos de glóbulos blancos (en promedio) más bajos que se encuentran en los africanos negros. Esta diferencia parece estar correlacionada con un genotipo particular (-46C/C) asociado con la ausencia del antígeno Duffy. Este genotipo solo se ha encontrado en negros africanos y sus descendientes. La fuerza de esta asociación aumenta inversamente con el recuento total de glóbulos blancos. La base de esta asociación probablemente esté relacionada con el papel del antígeno Duffy en la unión de citoquinas, pero esto aún no se ha verificado.

### Inflamación
Se ha reportado una asociación con los niveles de proteína quimioatrayente de monocitos-1 y el antígeno Duffy en eritrocitos.
En la población de Cerdeña, una asociación de varias variantes en el gen del antígeno Duffy (codificante y no codificante) se correlaciona con niveles séricos elevados de proteína quimioatrayente de monocitos (MCP-1). Una nueva variante en esta población, que consiste en la sustitución del aminoácido arginina por una cisteína en la posición 89 de la proteína, disminuye la capacidad de unirse a las quimioquinas.
El antígeno también se ha relacionado con la artritis reumatoide (AR), posiblemente mostrando quimiocinas como CXCL5 en la superficie de las células endoteliales dentro del sinovio, lo que aumenta el reclutamiento de neutrófilos en el estado de la enfermedad.

### Trasplante de pulmón
El antígeno Duffy se ha implicado en el rechazo del trasplante de pulmón.

### Mieloma múltiple
Se ha informado una mayor incidencia del antígeno Duffy en pacientes con mieloma múltiple en comparación con controles sanos.

### Neumonía
El antígeno Duffy está presente en el lecho vascular pulmonar normal. Su expresión está aumentada en los lechos vasculares y tabiques alveolares del parénquima pulmonar durante la neumonía supurativa.

### El embarazo
El antígeno Duffy se ha implicado en la enfermedad hemolítica del recién nacido.

### Cáncer de próstata
Estudios experimentales han sugerido que la expresión del antígeno Duffy inhibe el crecimiento del tumor de próstata. Los hombres afrodescendientes tienen un mayor riesgo de cáncer de próstata que los hombres descendientes de europeos o asiáticos (un 60 % más de incidencia y el doble de mortalidad en comparación con los blancos). Sin embargo, la contribución de DARC a este mayor riesgo se ha probado en hombres jamaiquinos de ascendencia africana negra. Se encontró que ninguno de los mayores riesgos podía atribuirse al gen DARC. La razón de este aumento del riesgo aún se desconoce.

### Psiquiatría
El uso del agente antipsicótico clozapina se asocia con neutropenia . Se ha informado un mayor riesgo de este efecto secundario en pacientes nulos para el antígeno Duffy.

### Trasplante renal
Los anticuerpos y una respuesta celular al antígeno Duffy se han asociado con el rechazo del trasplante renal.

### Anemia falciforme
Los individuos negativos al antígeno Duffy con anemia de células falciformes tienden a sufrir un daño orgánico más severo que aquellos con el antígeno Duffy. Los pacientes Duffy-positivos exhiben recuentos más altos de glóbulos blancos, neutrófilos polinucleares, niveles plasmáticos más altos de IL-8 y RANTES que los pacientes Duffy-negativos.

### Medicina transfusional
Un receptor de sangre Duffy negativo puede tener una reacción a la transfusión si el donante es Duffy positivo. Dado que la mayoría de las personas con Duffy negativo son descendientes de africanos, las donaciones de sangre de personas de origen negro africano son importantes para los bancos de transfusiones.

## Datos de transfusión
Casi en su totalidad, el anticuerpo anti-Fy es del tipo IgG. Generalmente predomina la IgG1. IgM ocurre pero es inusual.

### Comportamiento de anticuerpos
Anti-Fy a es un anticuerpo común, mientras que anti-Fy b es aproximadamente 20 veces menos común. Son reactivos a la temperatura corporal y, por lo tanto, son clínicamente significativos, aunque normalmente no se unen al complemento. Los anticuerpos se adquieren a través de la exposición (embarazo o antecedente de transfusión de sangre) y la posterior aloinmunización. Muestran la dosis (reaccionan más fuertemente a las células homocigotas que a las células heterocigotas).

### Reacciones transfusionales
Típicamente leve, pero puede ser grave, incluso fatal. Aunque estos suelen ocurrir inmediatamente, pueden ocurrir después de un retraso (de hasta 24 horas). Estas reacciones generalmente son causadas por anti-Fy a o anti-Fy b . anti-Fy3 puede causar reacciones transfusionales hemolíticas agudas o retardadas, pero solo en raras ocasiones. Anti-Fy5 también puede causar reacciones transfusionales hemolíticas retardadas.

### Enfermedad hemolítica del feto y del recién nacido
La enfermedad hemolítica del feto y del recién nacido suele ser leve, pero rara vez puede ser grave. Casi siempre por anti-Fy a y raramente anti-Fyb o Fy3.